# 어란진항
어란진항(於蘭鎭港)은 대한민국 전라남도 해남군 송지면 어란리에 있는 어항이다. 1971년 12월 21일 국가어항으로 지정되었으며, 관리청은 해양수산부 서해어업관리단, 시설관리자는 해남군수이다.

## 연혁
어란진항은 바로 앞에 어불도가 외해의 파랑을 막아주므로 천연 항으로서의 어항 조건을 갖추고 있다. 주변이 다도해를 이루고 있어 수산자원이 풍부한 항으로 1976년부터 본격적인 개발에 착수했으며 1986년 기본 설계를 실시한 후 1989년 기본시설을 완공하고 1999년 정비계획을 수립했다.

## 어항 구역
본 항의 어항구역은 다음과 같다.
- 수역: 어란초등학교 동측 돌출부에서 어불도 동북단 돌출부를 연결하는 선과 어불도 서북단 돌출부에서 대안 육지(N50。E)를 연결하는 선을 따라 형성된 공유수면[2]
- 육역: 전라남도 해남군 송지면 어란리 1637-1 외 15필지(상세내역은 생략)[3]

## 특색
어란진항에는 다도해의 아름다움을 한눈에 볼 수 있는 땅끝전망대와 높이 10m 가량의 봉화대가 정상에 세워져 있다. 또 두 개의 섬으로 이루어진 맴섬에는 기암괴석 틈으로 뿌리를 박고 서있는 소나무가 장관이다.

## 같이 보기
- 어란포 해전